# Lamzoudia
Lamzoudia  (in arabo لمزوضية‎?) è un centro abitato e comune rurale del Marocco situato nella provincia di Chichaoua, regione di Marrakech-Safi. Conta una popolazione di 25 674 abitanti (censimento 2014).